# Liste der Naturdenkmale in Dreieich
Die Liste der Naturdenkmale in Dreieich nennt die in der Stadt Dreieich im Landkreis Offenbach in Hessen gelegenen Naturdenkmale.

## Naturdenkmale
| Bild            | Bezeichnung                        | Ortsteil, Lage                              | Beschreibung | Art                 | Nr.     |
| --------------- | ---------------------------------- | ------------------------------------------- | --- | ------------------- | ------- |
| BW              | Buche Hainer Trift/Ecke Forstweg   | Buchschlag 50° 1′ 16,6″ N, 8° 40′ 2″ O      | ca. 31 m hohe gesunde Rotbuche (Fagus sylvatica). Die Kronenbreite des Baumes beträgt ca. 30 m, der Stammesumfang misst ca. 4,14 m.                                                     | Rotbuche            | 438 074 |
| BW              | Trifteiche                         | Buchschlag 50° 1′ 19,7″ N, 8° 40′ 1,6″ O    | ca. 28,6 m hohe gesunde Stieleiche. | Stiel-Eiche         | 438 003 |
| Fotos hochladen | Wildscheuerbuche                   | Buchschlag 50° 1′ 18,8″ N, 8° 39′ 51″ O     | Freistehende, ca. 22,3 m hohe Buche (Fagus sylvatica) an einer Straßenkreuzung. | Rotbuche            | 438 004 |
| BW              | Zeppelineiche                      | Buchschlag 50° 1′ 12,4″ N, 8° 39′ 57,9″ O   | Einzelstehende ca. 31,8 m hohe gesunde Stieleiche. | Stiel-Eiche         | 438 005 |
| BW              | Stiel-Eiche                        | Buchschlag 50° 0′ 25″ N, 8° 39′ 56,7″ O     | ca. 26 m hohe Stieleiche mit in ca. 7 m Höhe gegabeltem Stamm. | Stiel-Eiche         | 438 007 |
| Fotos hochladen | Zigeunereiche                      | Götzenhain 49° 59′ 14,2″ N, 8° 44′ 42,9″ O  | ca. 19,7 m hohe dickstämmige Stieleiche (Quercus robur) an Wegekreuzung am Waldrand. | Stiel-Eiche         | 438 010 |
| BW              | Hute-Eiche                         | Götzenhain 49° 59′ 43,3″ N, 8° 45′ 2,2″ O   | Zwei zusammengewachsene ca. 17,5 m hohe Stieleichen mit ausladender Krone. | Stiel-Eiche         | 438 011 |
| Fotos hochladen | Reste eines Basaltschlotes         | Götzenhain 49° 59′ 35,6″ N, 8° 43′ 51,9″ O  | Durch Basaltabbau freigelegter Schlot mit deutlich erkennbaren Säulen. Bildete im Tertiär eine Kuppe des Rotliegenden. Abbaukrater und Kuppe sind von Bäumen bestanden.                 |                     | 438 012 |
| Fotos hochladen | Stieleiche                         | Götzenhain 49° 59′ 24,4″ N, 8° 44′ 10,9″ O  | Freistehende, symmetrisch gewachsene ca. 20,8 m hohe Stieleiche. | Stiel-Eiche         | 438 013 |
| BW              | Kirchborn                          | Götzenhain 50° 0′ 33,7″ N, 8° 44′ 52,7″ O   | Quellsumpf mit Rispensegge-Horsten, alten Eichen und zwei Linden. | Quellsumpf          | 438 014 |
| BW              | Alte Eiche                         | Götzenhain 50° 0′ 44,4″ N, 8° 44′ 59,2″ O   | Vielfach verzweigte, ca. 28,4 m hohe Stieleiche. | Stiel-Eiche         | 438 015 |
| BW              | Alte Eichen                        | Götzenhain 50° 0′ 40,1″ N, 8° 44′ 52,4″ O   | Stieleichenbestand in der freien Landschaft mit aufrechter Wuchsform und lockerer Kronenausbildung.                                                                                     | Stiel-Eiche         | 438 016 |
| BW              | Elsbeerbaum                        | Götzenhain 50° 1′ 15,1″ N, 8° 43′ 52,1″ O   | ca. 21 m hohe drehwüchsige Elsbeere mit gestreckter, rundlicher Kronenausbildung. | Elsbeere            | 438 017 |
| BW              | Zwei Eichen                        | Götzenhain 50° 1′ 0,3″ N, 8° 44′ 27,4″ O    | Zwei Stieleichen am Waldrand mit lockerer, zum Teil sparriger Krone. | Stiel-Eiche         | 438 018 |
| BW              | Drei Eichen                        | Götzenhain 50° 1′ 25,6″ N, 8° 44′ 48,9″ O   | Drei 1780 gepflanzte Stieleichen als Rest eines Hutewaldes. Höhe 24,6 m, 22,7 m und 26,8 m.                                                                                             | Stiel-Eiche         | 438 019 |
| BW              | Zwei Elsbeeren                     | Götzenhain 50° 1′ 15,2″ N, 8° 43′ 51,9″ O   | Zwei ca. 21 m hohe, vor 1900 gepflanzte Elsbeeren (Sorbus torminalis) mit Drehwuchs und gestreckt-rundlichen Kronen von ca. 4,4 m Breite. Der Stammumfang der Bäume beträgt etwa 1,7 m. | Elsbeere            | 438 077 |
| BW              | Speierling-Allee                   | Offenthal 49° 59′ 11,8″ N, 8° 42′ 41,3″ O   | Fünf 13 bis 15 m hohe Speierlinge (Sorbus domestica) an der B 486. | Speierling          | 438 021 |
| Fotos hochladen | Stieleiche an der Gemarkungsgrenze | Offenthal 49° 59′ 14,1″ N, 8° 44′ 21,4″ O   | ca. 19,5 m hohe solitäre Stieleiche an einer Wegkreuzung und Gemarkungsgrenze. | Stiel-Eiche         | 438 022 |
| Fotos hochladen | Eiche an der Kuhtrift              | Offenthal 49° 57′ 54,8″ N, 8° 43′ 56,7″ O   | Markante, ca. 19 m hohe freistehende Eiche an einer historischen Wegeverbindung. | Stiel-Eiche         | 438 023 |
| BW              | Johann-Georg-Leonhardt-Eiche       | Offenthal 49° 58′ 30,2″ N, 8° 43′ 7,9″ O    | ca. 28,5 m hohe Eiche an einem nordexponierten Waldrand. | Stiel-Eiche         | 438 024 |
| BW              | Eichenreihe an der Kuhtrift        | Offenthal 49° 58′ 4,4″ N, 8° 44′ 15,4″ O    | Dreißig ca. 18,5 m hohe, vor 1900 gepflanzte Stieleichen (Quercus robur). Die Kronenbreite der Bäume beträgt ca. 17 m, der Umfang ihrer Stämme liegt bei ca. 2,5 m.                     | Stiel-Eiche         | 438 076 |
| BW              | Feldahorne und Ulmen               | Sprendlingen 50° 2′ 15,1″ N, 8° 44′ 34,7″ O | Feldahorne (Acer campestre) mit stark verzweigten, halbkugeligen Kronen. Bergulmen (Ulmus glabra) mit aufrechten, gering verzweigten Stämmen und sehr lockerer, schmaler Krone.         | Feldahorn, Bergulme | 438 025 |
| Fotos hochladen | Zwei Schneitel-Hainbuchen          | Sprendlingen 50° 0′ 46,5″ N, 8° 40′ 37,6″ O | Zwei hohle, ca. 17,5 und 21,5 m hohe Hainbuchen (Carpinus betulus). | Hainbuche           | 438 026 |

## Ehemalige Naturdenkmale
| Bild                          | Bezeichnung                              | Ortsteil, Lage                               | Beschreibung | Art           | Nr.     |
| ----------------------------- | ---------------------------------------- | -------------------------------------------- | --- | ------------- | ------- |
| mehr Fotos \| Fotos hochladen | Schwarzpappel am Burgweiher.             | Dreieichenhain 50° 0′ 8,5″ N, 8° 42′ 59,5″ O | Naturdenkmal des Kreises Offenbach seit 1992. Ca. 25 m hohe solitär stehende genetisch reine Schwarzpappel (Populus nigra). Die Krone des etwa 130 Jahre alten Baumes musste bereits 2012 aus Verkehrssicherungsgründen gekappt werden. Am 27. August 2016 musste die Pappel wegen mangelnder Standsicherheit gefällt werden, da der Stammfuß sowie Teile des Borken und Kambialbereiches „eine massive Fäulnis“ aufwiesen (Entwässernder Nasskern). Von dem Baum ist nur noch ein ca. 2 Meter langes abgesägtes Teilstück des Baumstammes als „Babbelbank“ bzw. „Pappelbank“ auf der gegenüberliegenden Seite des Woogs vor der Holzmühle als Ruhebank vorhanden. Das genetische Erbe des Naturdenkmals ist in Form eines Klons 20 m südöstlich des alten Naturdenkmals vorhanden. | Schwarzpappel | 438 008 |
| BW                            | Elsbeerbaum an der Schäferwiesenschneise | Götzenhain 50° 1′ 46,5″ N, 8° 45′ 16,7″ O    | ca. 19 m hohe Elsbeere (Sorbus torminalis) mit geschwungenem Stamm und lockerer unregelmäßiger Verzweigung. | Elsbeere      | 438 020 |

## Belege
1. ↑  
Naturdenkmal. www.kreis-offenbach.de, abgerufen am 7. April 2020.
2. ↑  
Julia Radgen: Stadt fällt 130 Jahre alte Schwarzpappel an Hayner Burg. www.op-online.de, 30. August 2016, abgerufen am 16. November 2018.
3. ↑  Hühner, Jens: Ein stummer Zeuge ist fort. - In: Dreieich-Zeitung vom 07.09.2016, S. 1

- Karte mit allen Koordinaten:
- OSM |
- WikiMap